# جون ساندرز (مستكشف)
جون ساندرز (بالإنجليزية: Jon Sanders)‏ هو مستكشف أسترالي، ولد في 1939.